# Zhang Shouyong

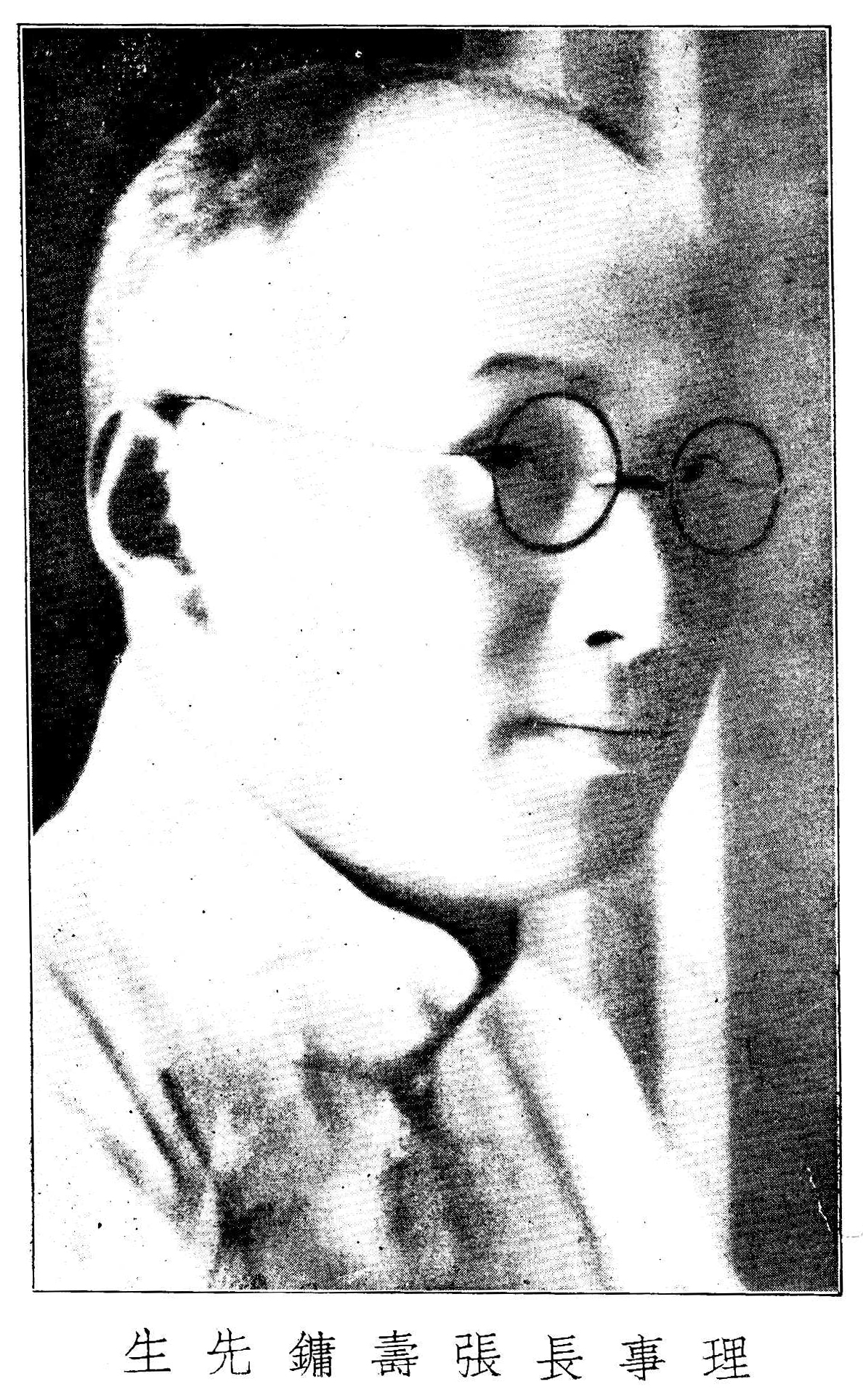

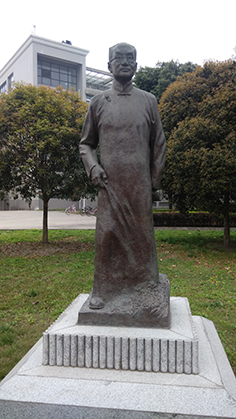
Zhāng Shòuyōng, Statue, Liulin Campus, Universität für Wirtschaft und Finanzen, Chengdu

Zhang Shouyong (chinesisch 张寿镛, Pinyin Zhāng Shòuyōng; * 8. Juli 1875; † 1945) war ein chinesischer Gelehrter, Bibliophiler, Pädagoge und Wirtschaftswissenschaftler der Republikzeit Chinas. Berühmtheit erlangte er in China für die Gründung der Kwang Hua Universität (chinesisch 光华大学, Pinyin Guānghuá Dàxué) im Shanghai des Jahres 1925. Heute befindet sich die Universität in Chengdu, Sichuan, und führt den Namen Universität für Wirtschaft und Finanzen Südwestchinas.

## Leben
Nach der Gründung der Republik China im Jahre 1912 diente Zhang Shouyong über ein Jahrzehnt lang als Finanzbeamter für Warlords im Norden Chinas sowie für die Nationale Volkspartei Chinas (KMT; chinesisch 中國國民黨 / 中国国民党, Pinyin Zhōngguó Guómíndǎng), bevor er sich enttäuscht von der politischen Arbeit zurückzog und sich dem Studium und der Wissenschaft zuwandte.
In den ersten Jahren seiner Tätigkeit für die Beiyang-Regierung war er zunächst einige Monate für das Finanzamt in Shanghai tätig. Er wechselte dann jedoch sehr schnell nach Zhejiang, um von 1912 bis 1915 die Leitung der Provinz-Finanzbehörde unter dem Militärgouverneur Zhu Jia zu übernehmen. Von 1915 bis 1918 war er der Direktor der Finanzbehörde der Provinz Hubei unter dem Warlord Wang Zhanyuan, dessen Politik die Plünderung der Staatskasse zur Konsequenz hatte. Zhang Shouyong verließ 1918 schließlich nach immerwährenden Auseinandersetzungen mit und in Opposition zu der korrupten Provinzregierung die Provinz Hubei. 1920 wurde Zhang Shouyong zwar von der Beiyang-Regierung zum Finanzminister der Provinz Jiangsu ernannt, er trat jedoch bereits nach wenigen Tagen aufgrund von finanzpolitischen Auseinandersetzungen wieder zurück.
Die Beiyang-Regierung entsandte Zhang Shouyong daraufhin zwar zum Schatzamt nach Peking, wo er zügig mit der Organisation der Dai-Ichi Kangyo Bank befasste, zu dem Zeitpunkt war er aber bereits karrieremüde und widmete sich fortan dem Studium, der Literatur und der Wissenschaft.
1925 gründete Zhang Shouyong in der Folge der Bewegung des 30. Mai gemeinsam mit über 550 Akademikern und Studenten der St. John’s Universität in Shanghai die Kwang Hua Universität. 1938 musste diese jedoch wegen des Ausbruchs des Zweiten Sino-Japanischen Krieges nach Chengdu umziehen, wo sie sich unter dem Namen Universität für Wirtschaft und Finanzen Südwestchinas noch heute befindet.
Während seiner Jahre in Shanghai und darüber hinaus sammelte Zhang Shouyong gemeinsam mit Gefolgsleuten Bücher und rettete dabei auch viele sehr seltene und wertvolle Exemplare vor der Vernichtung. Bis zu seinem Tode waren mehr als 40.000 Werke zusammengekommen, die seine Nachfahren 1949 nach Gründung der Volksrepublik China der Peking-Bibliothek stifteten.

## Die Siming Serie
Zu großer Berühmtheit gelangte Zhang Shouyongs „Siming Serie“ (chinesisch 《四明丛书》, Pinyin Sìmíng Cóngshū). Siming hieß während der Song und Yuan Dynastien die Region in der Provinz Zhejiang in und um Ningbo, aus der Zhang Shouyong stammt. Zwischen 1931 und 1945 stellte er eine beachtliche Kompilation antiker literarischer Werke aus dieser Zeit und Region in mehreren Bänden zusammen.

## Werke
| - Siming Serie (chinesisch 《四明丛书》, Pinyin Sìmíng Cóngshū), 8 Bände - Gedichte und Prosa (chinesisch 《诗文初稿》, Pinyin Shīwén Chūgǎo), über 1000 Entwürfe - Handbuch Wirtschaftswissenschaften (chinesisch 《经学大纲》, Pinyin Jīngxué Dàgāng) - Handbuch Philosophie (chinesisch 《诸子大纲》, Pinyin Zhūzi Dàgāng) - Handbuch Literatur (chinesisch 《文学大纲》, Pinyin Wénxué Dàgāng) - Handbuch Geschichte (chinesisch 《史学大纲》, Pinyin Shǐxué Dàgāng) | - Begegnungen im Park (chinesisch 《约园杂著》, Pinyin Yuē Yuán Zá Zhù) - Vier Klassiker (chinesisch 《四明经籍目》, Pinyin Sìmíng Jīngjímù) - Hinaus ins Grasland (chinesisch 《游蜀草》, Pinyin Yóu Shǔ Cǎo) - Rhapsodien (chinesisch 《史诗初稿》, Pinyin Shǐshī Chūgǎo) - Reden im Garten (chinesisch 《约园演讲集》, Pinyin Yuē Yuán Yǎnjiǎng Jí) - Zwei Zhejiangstudien (chinesisch 《两浙学术考》, Pinyin Liǎng Zhè Xuéshù Kǎo) |